# العلاقات الجنوب سودانية السنغافورية
العلاقات الجنوب سودانية السنغافورية هي العلاقات الثنائية التي تجمع بين جنوب السودان وسنغافورة.

## مقارنة بين البلدين
هذه مقارنة عامة ومرجعية للدولتين:
| وجه المقارنة                                              | جنوب السودان                  | سنغافورة                                                             |
| --------------------------------------------------------- | ----------------------------- | -------------------------------------------------------------------- |
| المساحة (كم2)                                             | 619.75 ألف                    | 719                                                                  |
| عدد السكان (نسمة)                                         | 12.58 مليون                   | 5.89 مليون                                                           |
| الكثافة السكانية (ن./كم²)                                 | 20.3                          | 819.19 ألف                                                           |
| العاصمة                                                   | جوبا                          | سنغافورة                                                             |
| اللغة الرسمية                                             | لغة إنجليزية                  | لغة إنجليزية، اللغة الملايو، اللغة الصينية القياسية، اللغة التاميلية |
| العملة                                                    | جنيه جنوب سوداني، جنيه سوداني | دولار سنغافوري                                                       |
| الناتج المحلي الإجمالي (بليون دولار)                      | 2.90 مليار                    | 323.91 مليار                                                         |
| الناتج المحلي الإجمالي (تعادل القوة الشرائية) بليون دولار | 22.88 مليار                   | 472.59 مليار                                                         |
| الناتج المحلي الإجمالي الاسمي للفرد دولار أمريكي          | 73                            | 52.89 ألف                                                            |
| الناتج المحلي الإجمالي للفرد دولار أمريكي                 | 2.02 ألف                      | 82.76 ألف                                                            |
| مؤشر التنمية البشرية                                      | 0.467                         | 0.925                                                                |
| رمز المكالمات الدولي                                      | +211                          | +65                                                                  |
| رمز الإنترنت                                              | .ss                           | .sg                                                                  |
| المنطقة الزمنية                                           | ت ع م+03:00                   | ت ع م+08:00، توقيت سنغافورة المنسق ‏                                  |

## منظمات دولية مشتركة
يشترك البلدان في عضوية مجموعة من المنظمات الدولية، منها:
| علم المنظمة | اسم المنظمة                               | تاريخ انضمام جنوب السودان | تاريخ انضمام سنغافورة |
| ----------- | ----------------------------------------- | ------------------------- | --------------------- |
|             | مؤسسة التنمية الدولية                     | 18 أبريل 2012             | 27 سبتمبر 2002        |
|             | يونسكو                                    | 27 أكتوبر 2011            | 8 أكتوبر 2007         |
|             | وكالة ضمان الاستثمار متعدد الأطراف        | 18 أبريل 2012             | 24 فبراير 1998        |
|             | الأمم المتحدة                             | 14 يوليو 2011             | 21 سبتمبر 1965        |
|             | الاتحاد البريدي العالمي                   | ?                         | ?                     |
|             | البنك الدولي للإنشاء والتعمير             | 18 أبريل 2012             | 3 أغسطس 1966          |
|             | الاتحاد الدولي للاتصالات                  | 3 أكتوبر 2011             | 22 أكتوبر 1965        |
|             | مؤسسة التمويل الدولية                     | 18 أبريل 2012             | 4 سبتمبر 1968         |
|             | المركز الدولي لتسوية المنازعات الاستشارية | 18 مايو 2012              | 13 نوفمبر 1968        |
|             | منظمة الشرطة الجنائية الدولية             | ?                         | ?                     |

## وصلات خارجية
- موقع وزارة الخارجية الجنوب سودانية
- موقع وزارة الخارجية السنغافورية